# Привільне (Самарівський район)
Приві́льне — село в Україні, в Губиниській селищній громаді Самарівського району Дніпропетровської області. Населення за переписом 2001 року становить 85 осіб.

## Географія
Село Привільне знаходиться біля витоків річки Багатенька, на відстані 1 км від села Тарасове.